# Anders Grönhagen
Per Nils Anders Grönhagen, född 22 maj 1953 i Kramfors, är en svensk före detta fotbollsspelare och tränare. Från 2007 till 2009 var han tränare för Fredrikstad FK i Norge. Grönhagen har fått smeknamnet "Grönis".

## Spelarkarriär
Grönhagen växte upp i Kramfors och debuterade för Kramfors-Alliansen redan som 15-åring i division 3. Han gick 1972 till GIF Sundsvall där han direkt tog en ordinarie plats i division 2-laget. Tre år senare, 1975, gjorde han sin debut i Allsvenskan för klubben. Året efter flyttade han till Stockholm för spel i Djurgårdens IF. År 1983 återvände han till GIF Sundsvall där han 1985 avslutade sin spelarkarriär i division 3.
Grönhagen har spelat 18 A-landskamper och gjort fyra mål för Sverige.

## Tränarkarriär
1986 startade Grönhagen sin tränarkarriär i GIF Sundsvall, där han på två säsonger tog laget från division 3 till Allsvenskan. Han tränade klubben fram tills 1989 och har därefter tränat IFK Sundsvall (1990–92), Djurgårdens IF (1994–96), GIF Sundsvall (1999–2001), IF Elfsborg (2002–03). 2004 var han tränare för IF Brommapojkarna och under 2006 hoppade han in som tränare för Djurgårdens IF mellan omgång 21 och 26. Mellan 2007 och 2009 var Grönhagen tränare för norska Fredrikstad FK.

## Övriga uppdrag
Grönhagen har utöver spelar- och tränarkarriär varit fotbollskommentator i TV-kanalen Eurosport. Han var 1997–1998 klubbdirektör i Djurgårdens IF. Sedan 2020 ingår han i GIF Sundsvalls styrelse.

## Statistik[4]
| Klubb              | Säsong         | Liga             | Liga    | Liga | Europaspel | Europaspel | Totalt  | Totalt |
| Klubb              | Säsong         | Division         | Matcher | Mål  | Matcher    | Mål        | Matcher | Mål    |
| ------------------ | -------------- | ---------------- | ------- | ---- | ---------- | ---------- | ------- | ------ |
| Kramfors-Alliansen | 1971           | Division 3       | ?       | 10   | —          | —          | ?       | 10     |
| Kramfors-Alliansen | Totalt         | Totalt           | ?       | 10   | —          | —          | ?       | 10     |
| GIF Sundsvall      | 1972           | Division 2 Norra | ?       | ?    | —          | —          | ?       | ?      |
| GIF Sundsvall      | 1973           | Division 2 Norra | ?       | ?    | —          | —          | ?       | ?      |
| GIF Sundsvall      | 1974           | Division 2 Norra | ?       | ?    | —          | —          | ?       | ?      |
| GIF Sundsvall      | 1975           | Allsvenskan      | 25      | 3    | —          | —          | 25      | 3      |
| GIF Sundsvall      | Totalt         | Totalt           | 98      | 28   | —          | —          | 98      | 28     |
| Djurgårdens IF     | 1976           | Allsvenskan      | 18      | 4    | 2          | 0          | 20      | 4      |
| Djurgårdens IF     | 1977           | Allsvenskan      | 22      | 7    | —          | —          | 22      | 7      |
| Djurgårdens IF     | 1978           | Allsvenskan      | 26      | 10   | —          | —          | 26      | 10     |
| Djurgårdens IF     | 1979           | Allsvenskan      | 26      | 10   | —          | —          | 26      | 10     |
| Djurgårdens IF     | 1980           | Allsvenskan      | 17      | 5    | —          | —          | 17      | 5      |
| Djurgårdens IF     | 1981           | Allsvenskan      | 11      | 2    | —          | —          | 11      | 2      |
| Djurgårdens IF     | 1982           | Allsvenskan      | 19      | 5    | —          | —          | 19      | 5      |
| Djurgårdens IF     | 1983           | Allsvenskan      | 9       | 6    | —          | —          | 9       | 6      |
| Djurgårdens IF     | Totalt         | Totalt           | 148     | 49   | 2          | 0          | 150     | 49     |
| GIF Sundsvall      | 1983           | Division 3       | 9       | 3    | —          | —          | 9       | 3      |
| GIF Sundsvall      | 1984           | Division 3       | 21      | 18   | —          | —          | 21      | 18     |
| GIF Sundsvall      | 1985           | Division 3       | 14      | 12   | —          | —          | 14      | 12     |
| GIF Sundsvall      | Totalt         | Totalt           | 44      | 33   | —          | —          | 44      | 33     |
| Hela karriären     | Hela karriären | Hela karriären   | 290     | 120  | 2          | 0          | 292     | 120    |

## Meriter
IF Elfsborg
- Svenska cupen: 2003